# Andrew Ford (cricket)
Andrew Robert Ford (sinh 20 tháng 9 năm 1963) là cựu vận động viên cricket người Bahamas. Ford là 1 batsman và ném kiểu right-arm medium pace. He đã chơi cho Bahamas 20 trận.
Ford chơi trận đầu tiên cho Bahamas ở giải 2004 Americas Affiliates Championship đối đầu với Turks and Caicos Islands.	
Ford chơi trận Twenty20 đầu tiên cho Bahamas ở vòng 1 giải 2008 Stanford 20/20 đối đầu với Jamaica.
Ford đã thi đầu giải 2008 ICC World Cricket League Division Five. Trận đấu cuối cùng của anh là với đội  Vanuatu.

## Liên kết khác
- Andrew Ford at Cricinfo
- Andrew Ford at CricketArchive